# Campeonato Sudamericano de Baloncesto Femenino de 2013
El Campeonato Sudamericano Femenino de Básquet de 2013 fue la X edición de este campeonato. Se realizó en Mendoza (Argentina) desde el 23 de julio al 27 de julio y clasificó a las cuatro mejores selecciones de Sudamérica al Campeonato FIBA Américas Femenino de 2013.

## Grupos
| Grupo A  | Grupo B   |
| -------- | --------- |
| Brasil   | Argentina |
| Colombia | Paraguay  |
| Perú     | Uruguay   |
| Chile    | Venezuela |

## Primera fase

### Grupo A
| Equipo   | J | G | P | PF  | PC  | DP   | PTS |
| -------- | - | - | - | --- | --- | ---- | --- |
| Brasil   | 3 | 3 | 0 | 286 | 135 | 151  | 6   |
| Chile    | 3 | 2 | 1 | 233 | 177 | 56   | 5   |
| Colombia | 3 | 1 | 2 | 152 | 195 | -43  | 4   |
| Perú     | 3 | 0 | 3 | 112 | 276 | -164 | 3   |

- Resultados

| Fecha | Hora  | Partido¹ | Partido¹ | Partido¹ | Resultado |
| ----- | ----- | -------- | -------- | -------- | --------- |
| 31.07 | 14:00 | Colombia | -        | Perú     | 64-31     |
| 31.07 | 19:30 | Brasil   | -        | Chile    | 80-63     |
| 01:08 | 14:30 | Perú     | -        | Brasil   | 37-116    |
| 01:08 | 19:00 | Chile    | -        | Colombia | 74-53     |
| 02.08 | 14:30 | Brasil   | -        | Colombia | 90-35     |
| 02:08 | 15:45 | Perú     | -        | Chile    | 44-96     |

### Grupo B
| Equipo    | J | G | P | PF  | PC  | DP   | PTS |
| --------- | - | - | - | --- | --- | ---- | --- |
| Argentina | 3 | 3 | 0 | 293 | 135 | 158  | 6   |
| Venezuela | 3 | 2 | 1 | 218 | 229 | -11  | 5   |
| Paraguay  | 3 | 1 | 2 | 201 | 231 | -30  | 4   |
| Uruguay   | 3 | 0 | 3 | 144 | 255 | -111 | 3   |

- Resultados

| Fecha | Hora  | Partido¹  | Partido¹ | Partido¹  | Resultado |
| ----- | ----- | --------- | -------- | --------- | --------- |
| 31.07 | 16:30 | Uruguay   | -        | Venezuela | 46-67     |
| 31.07 | 21:30 | Argentina | -        | Paraguay  | 83-34     |
| 01:08 | 16:45 | Venezuela | -        | Paraguay  | 93-86     |
| 01:08 | 21:15 | Uruguay   | -        | Argentina | 43-113    |
| 02.08 | 16:45 | Paraguay  | -        | Uruguay   | 81-55     |
| 02:08 | 21:15 | Argentina | -        | Venezuela | 97-58     |

## Segunda fase

### Semifinales
|  | Semifinales                    | Semifinales                    |    |                                | Final                          | Final |  |
|  |                                |                                |    |                                |                                |       |  |
|  |                                |                                |    |                                |                                |       |  |
|  | Ciudad de Mendoza, 3 de agosto |                                |    |                                |                                |       |  |
|  | Argentina                      | 68                             |    |                                |                                |       |  |
|  | Chile                          | 58                             |    |                                |                                |       |  |
|  |                                |                                |    |                                |                                |       |  |
|  |                                |                                |    |                                | Ciudad de Mendoza, 4 de agosto |       |  |
|  |                                |                                |    |                                | Argentina                      | 58    |  |
|  |                                | Brasil                         | 67 |                                |                                |       |  |
|  |                                |                                |    |                                |                                |       |  |
|  |                                |                                |    |                                |                                |       |  |
|  |                                |                                |    |                                | Tercer lugar                   |       |  |
|  | Ciudad de Mendoza, 3 de agosto | Ciudad de Mendoza, 3 de agosto |    | Ciudad de Mendoza, 4 de agosto | Ciudad de Mendoza, 4 de agosto |       |  |
|  | Brasil                         | 76                             |    | Chile                          | 74                             |       |  |
|  | Venezuela                      | 41                             |    |                                | Venezuela                      | 56    |  |

| Fecha | Hora  | Partido¹  | Partido¹ | Partido¹  | Resultado |
| ----- | ----- | --------- | -------- | --------- | --------- |
| 03.08 | 22:10 | Argentina | -        | Chile     | 68-58     |
| 03.08 | 20:05 | Brasil    | -        | Venezuela | 76-41     |

### 3 Puesto
| Fecha | Hora  | Partido¹  | Partido¹ | Partido¹ | Resultado |
| ----- | ----- | --------- | -------- | -------- | --------- |
| 04.08 | 19:55 | Venezuela | -        | Chile    | 56-74     |

### Final
| Fecha | Hora  | Partido¹  | Partido¹ | Partido¹ | Resultado |
| ----- | ----- | --------- | -------- | -------- | --------- |
| 04.08 | 22:00 | Argentina | -        | Brasil   | 58-67     |

## Partidos de posiciones

### 5 al 8 Puesto
| Fecha | Hora  | Partido¹ | Partido¹ | Partido¹ | Resultado |
| ----- | ----- | -------- | -------- | -------- | --------- |
| 03.08 | 15:30 | Colombia | -        | Uruguay  | 66-52     |
| 03.08 | 17:45 | Paraguay | -        | Perú     | 82-47     |

### 7 Puesto
| Fecha | Hora  | Partido¹ | Partido¹ | Partido¹ | Resultado |
| ----- | ----- | -------- | -------- | -------- | --------- |
| 04.08 | 15:30 | Perú     | -        | Uruguay  | 49-61     |

### 5 Puesto
| Fecha | Hora  | Partido¹ | Partido¹ | Partido¹ | Resultado |
| ----- | ----- | -------- | -------- | -------- | --------- |
| 04.08 | 17:45 | Colombia | -        | Paraguay | 67-75     |

## Medallero
| Brasil | Argentina | Chile |

### Clasificación general
|              |
| 1. Brasil    |
| 2. Argentina |
| 3. Chile     |
| 4. Venezuela |
| 5. Paraguay  |
| 6. Colombia  |
| 7. Uruguay   |
| 8. Perú      |

| Bandera de Brasil    |
| Campeón Brasil       |
| Décimo tercer título |

## Clasificados alCampeonato FIBA Américas Femenino México 2013
| Bandera de Brasil | Bandera de Argentina | Bandera de Chile | Bandera de Venezuela |
| ----------------- | -------------------- | ---------------- | -------------------- |

### Máxima anotadora
| N.º | Jugador          | País      | Puntos |
| --- | ---------------- | --------- | ------ |
| 1   | Paola Ferrari    | Paraguay  | 115    |
| 2   | Ziomara Morrison | Chile     | 107    |
| 3   | Gisela Vega      | Argentina | 88     |
| 4   | Amaral Do Dantas | Brasil    | 81     |
| 5   | Maria Pereyra    | Uruguay   | 143    |

### Asistencias
| N.º | Jugador        | País      | Puntos |
| --- | -------------- | --------- | ------ |
| 1   | Melisa Gretter | Argentina | 24     |
| 2   | Bordon Mercado | Paraguay  | 22     |
| 3   | Da Fernandes   | Brasil    | 20     |
| 4   | Paixao Mayara  | Brasil    | 13     |
| 5   | Rosel Silva    | Venezuela | 12     |

### Rebotes
| N.º | Jugador          | País      | Puntos |
| --- | ---------------- | --------- | ------ |
| 1   | Ziomara Morrison | Chile     | 68     |
| 2   | Amarai Dantas    | Brasil    | 50     |
| 3   | Erica Sánchez    | Argentina | 40     |
| 4   | Gisela Vega      | Argentina | 40     |
| 5   | Tatiana Gómez    | Chile     | 38     |

- Datos: Q14405411